# Eugenia Dyner
Eugenia Dyner (zm. 3 kwietnia 2016) – polska dr hab. specjalizująca się w bakteriologii, mykologii i parazytologii, pracownik naukowy UWM w Olsztynie. Była kierownikiem Zakładu Mikrobiologii i Immunologii w Instytucie Biologii i Ochrony Środowiska Wyższej Szkoły Pedagogicznej w Olsztynie.
W czasie II wojny światowej była żołnierzem Armii Krajowej i wzięła udział w powstaniu warszawskim.